# جنی باراتزا
جنی باراتزا (انگلیسی: Jenny Barazza) بازیکن والیبال اهل ایتالیا عضو تیم ملی والیبال زنان ایتالیا است.